# 斜内駅

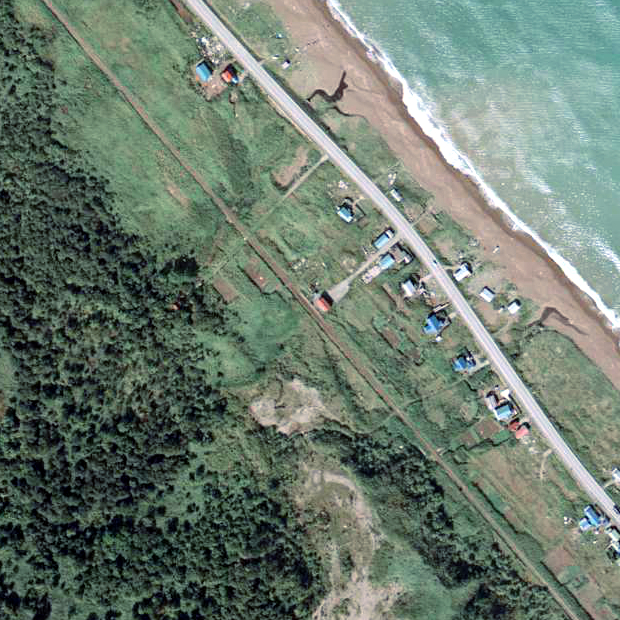
1977年の斜内駅と周囲約500m範囲。右下が北見枝幸方面。北見神威岬の北側根元にある、漁業を中心とする集落。

斜内駅（しゃないえき）は、北海道（宗谷支庁）枝幸郡浜頓別町字斜内にかつて設置されていた、日本国有鉄道（国鉄）興浜北線の駅（廃駅）である。電報略号はヤナ。事務管理コードは▲122002。

## 歴史
- 1936年（昭和11年）7月10日 - 鉄道省興浜北線浜頓別駅 - 北見枝幸駅間開通に伴い開業（一般駅）[3][4]。
- 1944年（昭和19年）11月1日 - 不要不急線指定に伴い興浜北線が前日の営業をもって鉄道運輸営業休止となったことにより[5]、営業休止[4]。
- 1945年（昭和20年）12月5日 - 興浜北線の旅客運輸営業開始（再開）に伴い、営業再開[6][4]。
- 1949年（昭和24年）6月1日 - 公共企業体である日本国有鉄道に移管。
- 1960年（昭和35年）4月11日 - 業務委託駅となる[7][8]。
- 1973年（昭和48年）9月17日 - 貨物・荷物の取り扱いを廃止し、同時に無人駅化[9][10][11]。
- 1985年（昭和60年）7月1日 - 興浜北線の全線廃止に伴い、廃駅となる[1]。

### 駅名の由来
所在地名より。アイヌ語に由来するが諸説ある。なお、アイヌ語におけるサ行とシャ行の区別は曖昧であるため、以下カタカナ表記は引用除きサ行で統一する。
- 「ソナイ（so-nay）」（滝・川）[4][12][13]
  - 江戸後期のアイヌ語通詞上原熊次郎に「シヨーナイ。滝の沢と訳す。此所の右に滝の沢の有る故此名ある由[13]」と記録された。1973年（昭和48年）に国鉄北海道総局が発行した『北海道　駅名の起源』ではこの説を採用する[4]。
- 「ソナイ（so-nay）」（岩礁・川）[4]。
  - 浜頓別町ではこの説をとる[4]。
- 「シオナイポ（si-o-"nay-po"）」（糞・多き・小沢）[12][13]
  - アイヌ語研究者の永田方正による解釈。当地のアイヌ集落がこの川で用を足していたため、としている[12]。これについてアイヌ語研究者の山田秀三は「永田氏の時代のアイヌの説話的な解であろう[13]」としている。

## 駅構造
廃止時点で、単式ホーム1面1線を有する地上駅であった。ホームは、線路の東側（北見枝幸方面に向かって左手側）に存在した。分岐器を持たない棒線駅となっていた。
無人駅となっており、有人駅時代の駅舎は改築され、豊牛駅と同型の駅舎となっていた。駅舎は構内の東側に位置し、ホームに接していた。

## 利用状況
乗車人員の推移は以下のとおり。年間の値のみ判明している年については、当該年度の日数で除した値を括弧書きで1日平均欄に示す。乗降人員のみが判明している場合は、1/2した値を括弧書きで記した。
| 年度               | 乗車人員 | 乗車人員 | 出典   | 備考                  |
| 年度               | 年間     | 1日平均  | 出典   | 備考                  |
| ------------------ | -------- | -------- | ------ | --------------------- |
| 1951年（昭和26年） |          | 55       | [ 15 ] |                       |
| 1961年（昭和36年） |          | 51       | [ 15 ] |                       |
| 1965年（昭和40年） |          | 59       | [ 15 ] |                       |
| 1971年（昭和46年） |          | 41       | [ 15 ] |                       |
| 1978年（昭和53年） |          | 42       | [ 16 ] |                       |
| 1981年（昭和56年） |          | 8        | [ 15 ] |                       |
| 1985年（昭和60年） |          | 0.5      | [ 15 ] | 同年7月に興浜北線廃止 |

## 駅周辺
- 国道238号（宗谷国道）[17]
  - 北オホーツクトンネル（国道238号）

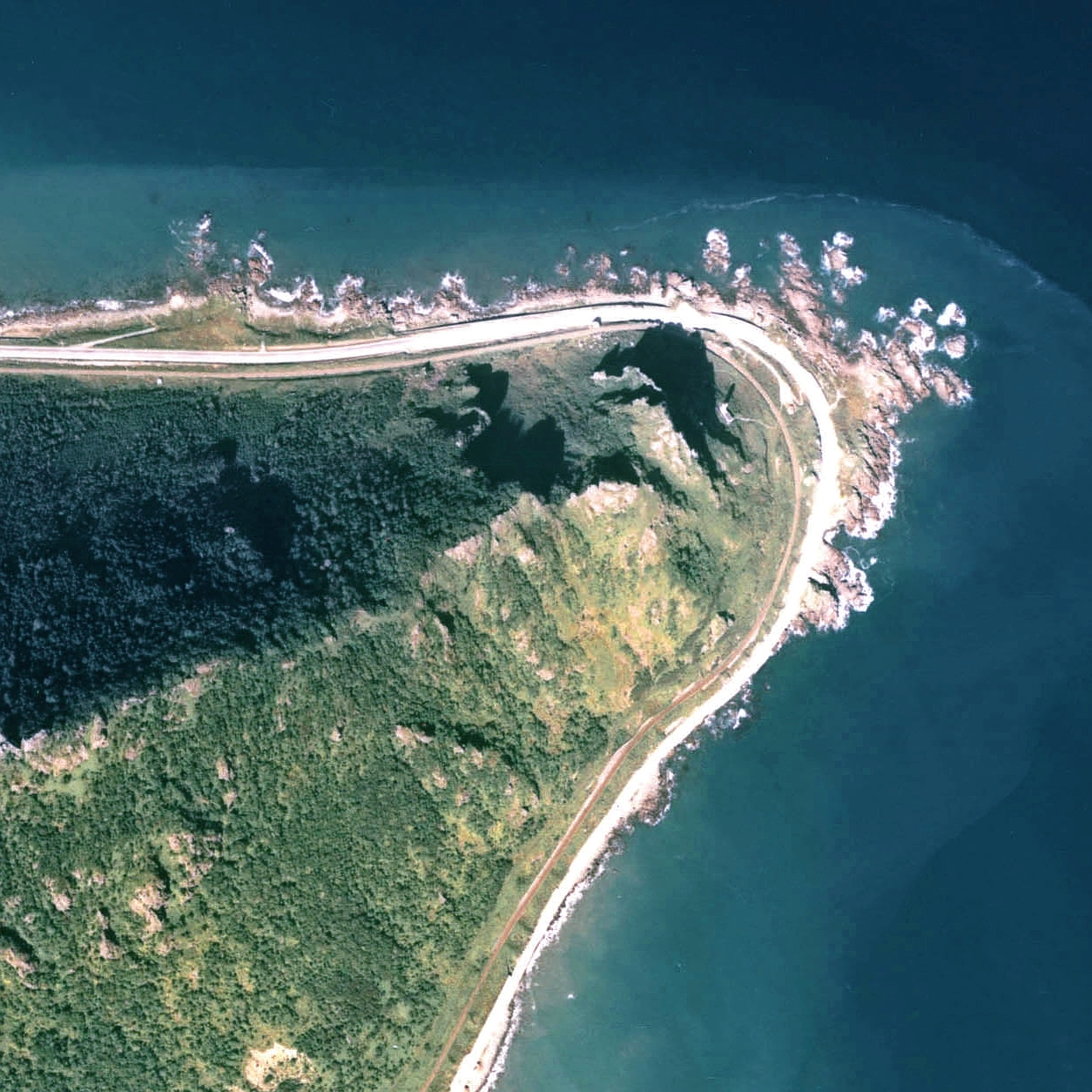
1977年の北見神威岬と周囲約1km範囲。下が北見枝幸方面。切り立った岬の先端を回り込んでくる列車の姿の美しさから、道内のローカル線風景でも屈指の撮影ポイントとして知られていたが、一方で冬期荒天時の運休の原因になるポイントでもあった。

- 北見神威岬（斜内山道） - 駅から東に約2.2km[14]。
- 宗谷バス「斜内」停留所

## 駅跡
2000年（平成12年）時点では駅舎が残存しており、住宅に再利用されていた模様であった。2010年（平成22年）時点でも駅舎は残存しており、個人所有の倉庫（別荘とも）に再利用されている。ホームなどは残っていない。個人所有物になっているため、中に入ることはできない。

## 隣の駅
日本国有鉄道
興浜北線
豊牛駅 - <豊浜仮乗降場> - 斜内駅 - 目梨泊駅